# The Second Step: Chapter One
The Second Step: Chapter One è il primo EP della boy band sudcoreana Treasure, pubblicato nel 2022.

## Tracce
1. Jikjin (직진) – 3:04
2. U – 2:48
3. Darari (다라리) – 3:40
4. It's Okay (괜찮아질 거야) – 3:40

- Tracce Bonus - CD

1. BFF (Best Friend Forever) – 3:22
2. Gonna Be Fine (performed by Jihoon, Bang Ye-dam, Haruto, Jeongwoo) – 3:55

- Versione Giapponese

1. Jikjin (Japanese version) – 3:04 – Kickhaiku
2. U (Japanese version) – 2:48 – Zero (J-Hiphop)
3. Darari (Japanese version) – 3:40 – Jun
4. It's Okay (Japanese version) – 3:40 – Ta-Trow

- Tracce Bonus Versione Giapponese - CD

1. BFF (Best Friend Forever) (Japanese version) – 3:22
2. Gonna Be Fine (Japanese version) – 3:55